# Gottlob Egelhaaf
Albert Friedrich Gottlob Egelhaaf, född 1 mars 1848 i Gerabronn, Württemberg, död 8 mars 1934 i Stuttgart, var en tysk historiker.
Egelhaaf blev gymnasielärare 1874 i Heilbronn och 1885 vid Karlsgymnasiet i Stuttgart, för vilket han blev rektor 1895. År 1901 blev han även professor i historia och kulturhistoria vid tekniska högskolan i Stuttgart. Han erhöll 1876 professors titel. Utöver nedanstående skrifter medverkade han i del åtta av Hans Ferdinand Helmolts "Weltgeschichte" ("Westeuropa seit 1859" ; andra upplagan 1921). 
I ett par arbeten behandlade Egelhaaf Gustav II Adolfs deltagande i trettioåriga kriget (Gustav Adolf in Deutschland, 1901, och Gustav Adolf und die deutschen Reichsstädte, i "Deutsche Rundschau", 1902) och gav därvid prov på sin från ensidig tysk nationalism frigjorda uppskattning av den svenske kungens uppträdande i den tyska inbördesstriden. I det sistnämnda arbetet uppvisar Egelhaaf med stöd av otryckta källor i Ulm och Stuttgart, hur de sydtyska riksstädernas frihet räddades genom deras förbund med Gustav II Adolf och hur denna förbindelse i sin mån bidrog till stäckande av den romersk-katolska reaktionen.